# Jan z Beverley
Święty Jan z Beverley (ur. ? w Harpham (Yorkshire), zm. 7 maja 721 w Beverley) – święty katolicki, biskup.
Studiował w Canterbury. Był biskupem Nortumbrii w Hexham (685-705) i Yorku (706-714). Był fundatorem klasztoru w Beverley. Relikwie świętego spoczywają w kościele parafialnym Beverley Minster. kanonizowany w 1037 roku. Jest patronem diecezji Middlesbrough.
Jego wspomnienie obchodzone jest 7 maja.